# Toto IV
Toto IV är det fjärde studioalbumet av den amerikanska rockgruppen Toto, utgivet 1982. Albumet innehåller bland annat hitlåtarna "Rosanna", "Africa" och "I Won't Hold You Back".
Albumet vann sex stycken Grammys, bland annat för årets album och årets låt ("Rosanna"). Det blev som bäst fyra på Billboards albumlista.
Låten "Africa" är med i TV-spelet Grand Theft Auto: Vice City, där den spelas på radiokanalen Emotion 98.3.

## Låtlista
Samtliga låtar skrivna av David Paich, om inte annat anges.
| 1. | Rosanna                          | Lukather, Kimball | 5:31 |
| 2. | Make Believe                     | Kimball           | 3:45 |
| 3. | I Won't Hold You Back (Lukather) | Lukather          | 4:56 |
| 4. | Good For You (Lukather, Kimball) | Kimball           | 3:20 |
| 5. | It's a Feeling (S. Porcaro)      | S. Porcaro        | 3:08 |

| 6.           | Afraid of Love (Lukather, Paich, J. Porcaro) | Lukather       | 3:51  |
| 7.           | Lovers in the Night                          | Paich          | 4:26  |
| 8.           | We Made It (Paich, J. Porcaro)               | Kimball        | 3:58  |
| 9.           | Waiting for Your Love (Paich, Kimball)       | Kimball        | 4:13  |
| 10.          | Africa (Paich, J. Porcaro)                   | Paich, Kimball | 4:57  |
| Total längd: | Total längd:                                 | Total längd:   | 41:59 |

## Listplaceringar
| Land    | Listposition | Antal veckor |
| ------- | ------------ | ------------ |
| Norge   | 02           | 37 veckor    |
| Sverige | 17           | 19 veckor    |

## Medverkande
- David Hungate – bas
- Bobby Kimball – sång
- Steve Lukather – sång, gitarr, piano
- David Paich – sång, keyboard
- Jeff Porcaro – trummor, slagverk
- Steve Porcaro – keyboard, sång "It´s A Feeling"

### Övriga medverkande
- Lenny Castro – congas, slagverk
- Tom Scott – saxofon
- Jim Horn – saxofon
- Jerry Hey – trumpet
- Gary Grant – trumpet
- Tom Kelly – kör
- Jon Smith – saxofon
- Martin Ford Orchestra – stråkar
- Timothy B. Schmit – kör
- Joe Porcaro – slagverk, xylofon, timpani, marimba
- Mike Porcaro – cello
- Ralph Deck – synthesizer